# شهرستان تابورینسکی
شهرستان تابورینسکی (به لاتین: Taborinsky District) یک شهرستان در روسیه است که در استان سوردلوفسک واقع شده‌است.